# Noël Mitrani
Pour les articles homonymes, voir Mitrani.
Noël Mitrani, né le 11 novembre 1969 à Toronto (Canada), est un réalisateur, scénariste et producteur de cinéma. 
Travaillant souvent en marge du système, Mitrani produit des films personnels et indépendants. Son univers est marqué par sa double culture française et canadienne et par sa fascination pour des personnages confrontés à leur passé et à leurs tourments intérieurs. Dans tous ses films, Noël Mitrani décrit des individus aux prises avec leurs tentations morales. Son cinéma est peuplé de personnages féminins forts qui s'affirment face à des hommes souvent immatures. Sur ses 
derniers films, il s'intéresse aux difficultés de l’adolescence, en puisant son inspiration dans sa propre expérience. 

## Biographie
Né à Toronto, au Canada, de parents français, il déménage en France à l'âge de 5 ans. Élève au lycée Pasteur, puis diplômé d'histoire et de philosophie à la Sorbonne, un temps dessinateur de presse et journaliste, il aborde le cinéma par l'écriture et réalise son premier court métrage After Shave, une comédie qui a pour cadre un supermarché de banlieue, diffusé en 1999 sur Canal+. Suivent trois autres courts métrages dont le plus marquant Les Siens décrit la confusion entre le rêve et la réalité, diffusé sur France 3 en 2003.
En 2005, il s'installe à Montréal et réalise son premier long métrage, Sur la trace d'Igor Rizzi, avec l'acteur Laurent Lucas et la comédienne Isabelle Blais. Ce film noir tourné sous la neige connaît un succès critique aux festivals de Venise et de Toronto. Dans les Cahiers du cinéma Charles-Stéphane Roy souligne l'"humour décalé" d'un film qui a "forcé l'admiration de la critique". Le Toronto Film Review classe le film parmi les cent meilleurs films canadiens.
En 2010, il réalise un thriller en anglais, The Kate Logan Affair (L'Affaire Kate Logan), avec l'actrice américaine Alexis Bledel. Le réalisateur tente de décrire l'absurdité de la vie à travers le parcours funeste d'une jeune policière incompétente qui évolue dans une petite ville de l’Ouest canadien. Ce film, qui manipule les conventions hollywoodiennes, divise la critique et le public,,,.
En 2013, il écrit et réalise Le Militaire, avec l'acteur Laurent Lucas dans le rôle d'un vétéran traumatisé d'avoir combattu en Afghanistan. Mitrani a tourné le film comme un documentaire, en caméra portée, ayant recours au super 16 mm, au plan-séquence, ne tournant qu'une seule prise par scène, livrant les dialogues à l'acteur à la dernière minute. La revue de cinéma Séquences a salué l'originalité du film en lui consacrant sa couverture. Le film est décrit par la critique Odile Tremblay comme "une œuvre poignante et radicale sur la solitude".
En 2016, il poursuit son étude des traumatismes psychologiques dans le film Après coup. Laurent Lucas y interprète un père de famille qui, rongé par le sentiment de culpabilité, accepte de suivre une thérapie révolutionnaire. Avec ce film, Mitrani a voulu montrer une famille "fonctionnelle", et réaliser "un film humaniste" susceptible de "faire du bien aux gens".
Noël Mitrani, qui a tourné quatre films avec l'acteur Laurent Lucas, définit ainsi leur collaboration : « Nous avons une coordination incroyable en matière d’émotions et de sentiments. Je lui donne des actions à faire sans avoir besoin de lui en donner les motifs. On n’a jamais besoin d’intellectualiser les rôles. Je fabrique les personnages et Laurent leur donne toute leur humanité grâce à son jeu sobre et tout en finesse».
En 2018, il produit et réalise Cassy, un film sombre qui raconte le deuil d'une petite fille de 10 ans qui a perdu sa mère et qui doit subir la méchanceté de son père. Il confie le rôle principal à sa fille Natacha Mitrani. Le thème du harcèlement sexuel s'invite progressivement dans cette histoire, conduisant à un final très brutal. "Avec Cassy, explique Martin Gignac, le cinéaste continue dans la veine d'un cinéma psychologique et social entamé par Le Militaire et Après coup, traitant de problèmes domestiques, de violence faite aux femmes et de deuil à gérer". 
Pendant la Pandémie de Covid-19, il participe au projet Greetings from Isolation qui réunit de nombreux cinéastes canadiens qui témoignent de leur expérience du confinement en réalisant un court-métrage.
En 2020, Mitrani tourne Toutes les deux, une comédie romantique entre deux femmes, sur fond de jalousie masculine. Sans pour autant traiter de la question du confinement, le cinéaste a intégré dans son histoire le contexte de la pandémie de Covid-19. Sur le mode d'une comédie d’espionnage aux accents romantiques, Mitrani retrouve, après plusieurs films dramatiques, l'humour décalé de son premier film Sur la trace d'Igor Rizzi.
En 2022, il tourne Emma sous influence, un projet qu'il mûrit depuis presque dix ans et qu'il décrit comme étant son film le plus personnel. Le cinéaste a attendu plusieurs années que sa fille Natacha atteigne l'âge d'une adolescente pour interpréter le personnage d'Emma.
En 2024, Mitrani tourne Révolté, dont la sortie est prévue en 2025. Le film raconte le conflit entre deux jeunes frères, interprétés par Camile Foley et Elliott Mitrani.

### Vie privée
Noël Mitrani a trois enfants, Benjamin, compositeur de musique de films (né en 1998), Elliott, comédien (né en 2003), et Natacha, comédienne (née en 2008), qu'on retrouve dans plusieurs films de leur père.

## Filmographie
| Année | Titre                     | Réalisateur | Scénariste |
| ----- | ------------------------- | ----------- | ---------- |
| 1999  | After Shave               | Oui         | Oui        |
| 1999  | Les Fourches caudines     | Non         | Oui        |
| 2000  | Mal Barré                 | Oui         | Oui        |
| 2001  | Viol à la tire            | Oui         | Oui        |
| 2001  | Les Siens                 | Oui         | Oui        |
| 2006  | Sur la trace d'Igor Rizzi | Oui         | Oui        |
| 2010  | L'Affaire Kate Logan      | Oui         | Oui        |
| 2013  | Le Militaire              | Oui         | Oui        |
| 2017  | Après coup                | Oui         | Oui        |
| 2018  | Cassy                     | Oui         | Oui        |
| 2021  | Toutes les deux           | Oui         | Oui        |
| 2023  | Emma sous influence       | Oui         | Oui        |
| 2025  | Révolté                   | Oui         | Oui        |

## Producteur
- 1999 : After Shave
- 2001 : Viol à la tire
- 2006 : Sur la trace d'Igor Rizzi
- 2014 : Le Militaire
- 2017 : Après coup
- 2018 : Cassy
- 2021 : Toutes les deux
- 2023 : Emma sous influence

## Récompenses
- Prix du meilleur premier film canadien au Festival international du film de Toronto 2006, pour Sur la trace d'Igor Rizzi.
- Canada's Top Ten (en) 2006, pour Sur la trace d'Igor Rizzi.
- Mention spéciale du jury, Crossing The Screen Film Festival 2022[28], pour Toutes les deux.

## Publications
- Martin Gignac et Jean-Marie Lanlo, Le cinéma québécois par ceux qui le font. Discussions avec Érik Canuel, Catherine Martin, Noël Mitrani, Kim Nguyen, Charles-Olivier Michaud, Rafaël Ouellet , Les Éditions de L'Instant même, Montréal, 2016[29],[30].